# Stian Hole
Stian Hole, född 20 mars 1969 i Oslo, är en norsk grafisk designer, illustratör och barnbokförfattare.
Hole är uppvuxen på Hokksund väster om Drammen. Han bor och arbetar i Oslo.
Stian Hole har bland annat arbetat med emballage, firmaprofiler, logotyper, typografi och bokdesign. Han har gjort många bokomslag, till exempel till böcker av Kjartan Fløgstad, Lars Saabye Christensen, Jostein Gaarder och Jan Guillou. Han har vunnit flera priser för sina arbeten, däribland flera gånger Årets vackraste Böcker, och han mottog Kulturdepartementets debutantpris för sin egen bilderbok Den gamle mannen og hvalen från 2005, och 2006 mottog han Bragepriset för bilderboken Garmanns sommer. Som illustratör gör han collage och fotomontage med hjälp av bildredigeringsprogrammet Photoshop. Stian Hole har också designat frimärken. Hole är representerad vid bland annat Göteborgs konstmuseum.

## Priser och utmärkelser
- 2005 – Kultur- och kyrkodepartementets priser för barn- och ungdomslitteratur för Den gamle mannen og hvalen
- 2006 – Bragepriset för Garmanns sommer
- 2007 – Kultur- och kyrkodepartementets priser för barn- och ungdomslitteratur för Garmanns sommer
- 2007 – Bologna Ragazzi Award for Garmanns sommer
- 2010 – Deutscher Jugendliteraturpreis för Garmanns sommer
- 2010 – Bragepriset för Garmanns hemmelighet
- 2015 – Katholischer Kinder- und Jugendbuchpreis för Annas himmel